# Giriyal Kariyat Bagewadi, Sampgaon
Giriyal Kariyat Bagewadi là một làng thuộc tehsil Sampgaon, huyện Belgaum, bang Karnataka, Ấn Độ.